# Phénomène Michel-Ange
Pour les articles homonymes, voir Michel-Ange (homonymie).
 (novembre 2015).
Le phénomène Michel-Ange, observé par les chercheurs en psychologie, décrit l'action d'un individu qui influence, qui « sculpte » un autre individu.
Les chercheurs Stephen Michael Drigotas (et al) sont ceux qui rendront hommage, en 1999, au très célèbre Michel-Ange (1475-1564), peintre, sculpteur, architecte et poète. Sculpter, pour Michel-Ange, est un processus de révélation de ce qui est caché dans la pierre.
Dans le long terme, l'influence d'un individu sur un autre (du phénomène Michel-Ange) permettrait à l'individu influencé de changer, en se rapprochant de son idéal. Exemple : Georges et Julie sont en couple, si Georges encourage Julie à atteindre ces objectifs de vie, les chances pour que Julie se rapproche de son idéal augmentent.

## Un processus romantique
Très largement étudié dans cette perspective, il a été prouvé scientifiquement que le phénomène Michel-Ange provoque l'augmentation de la satisfaction conjugale (Rusbult C.E., Kumashiro M., Kubacka K.E., Finkel E.J., 2009).
Aider sa moitié à atteindre l'idéal qu'elle se fait d'elle-même provoque l'augmentation de la satisfaction conjugale.
En 2014, l'expert en relation de couple, Zakaria HABRI, propose une application pratique et directe du phénomène Michel-Ange.